# ISO 639:nor
nor est le code ISO 639-3 pour le norvégien et correspond au code ISO 639-1 no. Il est défini comme une macro-langue, englobant : 
- nob : norvégien bokmål
- nno : norvégien nynorsk